# Robotnicza Partia Rewolucyjna
Robotnicza Partia Rewolucyjna (język grecki: Ergatiko Epanastatiko Komma, Εργατικό Επαναστατικό Κόμμα) – niewielkie greckie trockistowskie ugrupowanie polityczne. 

## Geneza
Historia ΕΕΚ sięga 1964. Wewnętrzny kryzys IV Międzynarodówki doprowadził do rozłamu wewnątrz greckiej części ΚΔΚΕ - Κομμουνιστικό Διεθνιστικό Κόμμα Ελλάδας (Kommounistiko Diethnistiko Komma Elladas, Komunistyczna Międzynarodówkowa Partia Grecji) w 1958. Wśród nich byli także działacze greckiego ruchu robotniczego, m.in. Loukas "Kastritis Kostasa" Karliaftis i Mastroyiannis - Theotokatos. 
Grupa ta odniosła wiele sukcesów, grała dużą rolę w ruchu związkowym. w 1964 założono nową organizację ΣΥΝΔΙΚΑΛΙΣΤΙΚΗ ΠΑΡΑΤΑΞΗ - ΕΡΓΑΤΙΚΗ ΠΡΩΤΟΠΟΡΙΑ. W 1967 roku wojskowa junta rozpoczęła represję wobec ruchu. Upadek junty w 1974 roku, doprowadził do reorganizacji EDE wraz ze wzrostem liczby i struktur. EDE dwa razy w tygodniu publikował "Σοσιαλιστική Αλλαγή". Sekcja młodzieżową partii byli Młodzi Socjaliści. W 1985 roku EDE przekształcono w pod obecną nazwą. 

## Współcześnie
Partia do 2008 była członkiem Frontu Radykalnej Lewicy (MERA, ΜΕΡΑ). W wyborach do Europarlamentu w 2009 ugrupowanie uzyskało niespełna 0.12% głosów (6,048), w wyborach do parlamentu krajowego w tym samym roku 0,07% (4,536). W wyborach parlamentarnych w 2012 partia zdobyła 6,094 głosów (0,1%). Na arenie krajowej partia współpracuje z innymi ugrupowaniami rewolucyjnej lewicy. Jest członkiem International Committee of the Fourth International (ICFI).

## Struktury i organizacja
Sekcją młodzieżową ugrupowania jest OEN (Οργάνωση Επαναστατικής Νεολαίας, Organizacja Młodzieży Rewolucyjnej). Sekretarzem generalnym EEK jest Savvas Mihail, były sekretarz Międzynarodowego Komitetu Czwartej Międzynarodówki. Partia publikuje periodyk Νέα Προοπτική (Nea Prooptiki, Nowy Punkt Widzenia) i Επαναστατική Μαρξιστική Επιθεώρηση (Epanastatiki Marxistiki Epitheorisi, Rewolucyjny Przegląd Marksistowski). Młodzieżówka partii wydaje  miesięcznik "Konservokouti" (Κονσερβοκούτι).